# Keleti lovak agyvelőgyulladása
A keleti lovak agyvelőgyulladása vagy keleti ló-encephalitis (angol: Eastern equine encephalitis, EEE) a lovak halálos kimenetelű vírusos betegsége az amerikai kontinensen, bejelentési kötelezettség alá eső állatbetegség. Ritkán emberre is átterjedhet (zoonózis), és halálos betegséget okozhat.
A szúnyogok csípése útján terjedő, togavírus által okozott betegség Észak-, Közép- és Dél-Amerikában, valamint a Karib-térségben fordul elő.
Az USA-ban először Massachusettsben azonosították 1831-ben, amikor 75 ló pusztult el vírusos agyvelőgyulladásban . Az Egyesült Államokban lovaknál továbbra is rendszeresen előfordulnak EEE járványok. Szamaraknál és zebráknál is megjelenhet. Ritkán embert is megfertőzhet.
Az USA-ban leggyakrabban a keleti part államaiban, a Nagy-tavak melletti államokban és a Mexikói-öböl partmenti államaiban jelenik meg. Floridában évente körülbelül egy-két emberi megbetegedést jelentenek. 
A megfertőzött emberek körülbelül 30%-a meghal, és sok túlélőnek folyamatos neurológiai problémái vannak. Az 50 év felettiek vagy 16 év alattiak nagyobb kockázatnak vannak kitéve a halálozáshoz vagy egy súlyos betegség kialakulásának. 

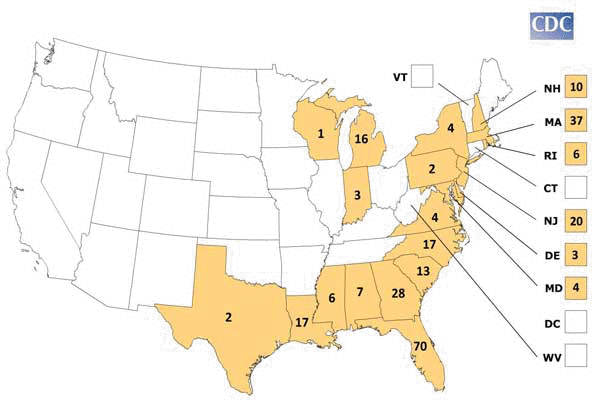
Az embereknél jelentett esetszámok az USA-ban, 1946-2010 között

A tünetei lehetnek láz, fejfájás, hányás, hasmenés, görcsrohamok, viselkedésbeli változások és álmosság.
Nincs ellene védőoltás (2024), sem speciális gyógymód a betegségre.